# Пожар в ночном клубе «Pulse»
Пожар в ночном клубе «Pulse» в македонском городе Кочани произошёл 16 марта 2025 года. Погибло 62 человека,193 пострадали. По словам министра внутренних дел Панче Тошковски, причиной стало неправильное использование пиротехники.

## Ход событий
16 марта 2025 года ночной клуб «Pulse» пригласил местную музыкальную группу для выступления. Во время выступления в клубе находилось 1500 человек. Позже кто-то решил пустить пиротехнику из фейерверков внутри клуба, но снаряды полетели на крышу здания, вызвав её возгорание. После этого в здании образовалась сильная давка, началась паника, а пожар становился всё больше и больше.
Глава МВД добавил, что правоохранители допросят всех связанных с трагедией в Кочанах, а также проведут экстренную проверку всех ночных клубов. Также стало известно о выдаче ордеров на арест четырёх человек в связи с пожаром, но не уточняется, кого именно. По информации издания «Фокус», уже задержали владельца клуба. В Северной Македонии объявлен 7-дневный траур, 17 марта траур объявлен в Черногории, а также 18 марта траур в Сербии.
После пожара в ночном клубе, через день в Северной Македонии начались протесты.